# BMW 3200 Michelotti Vignale

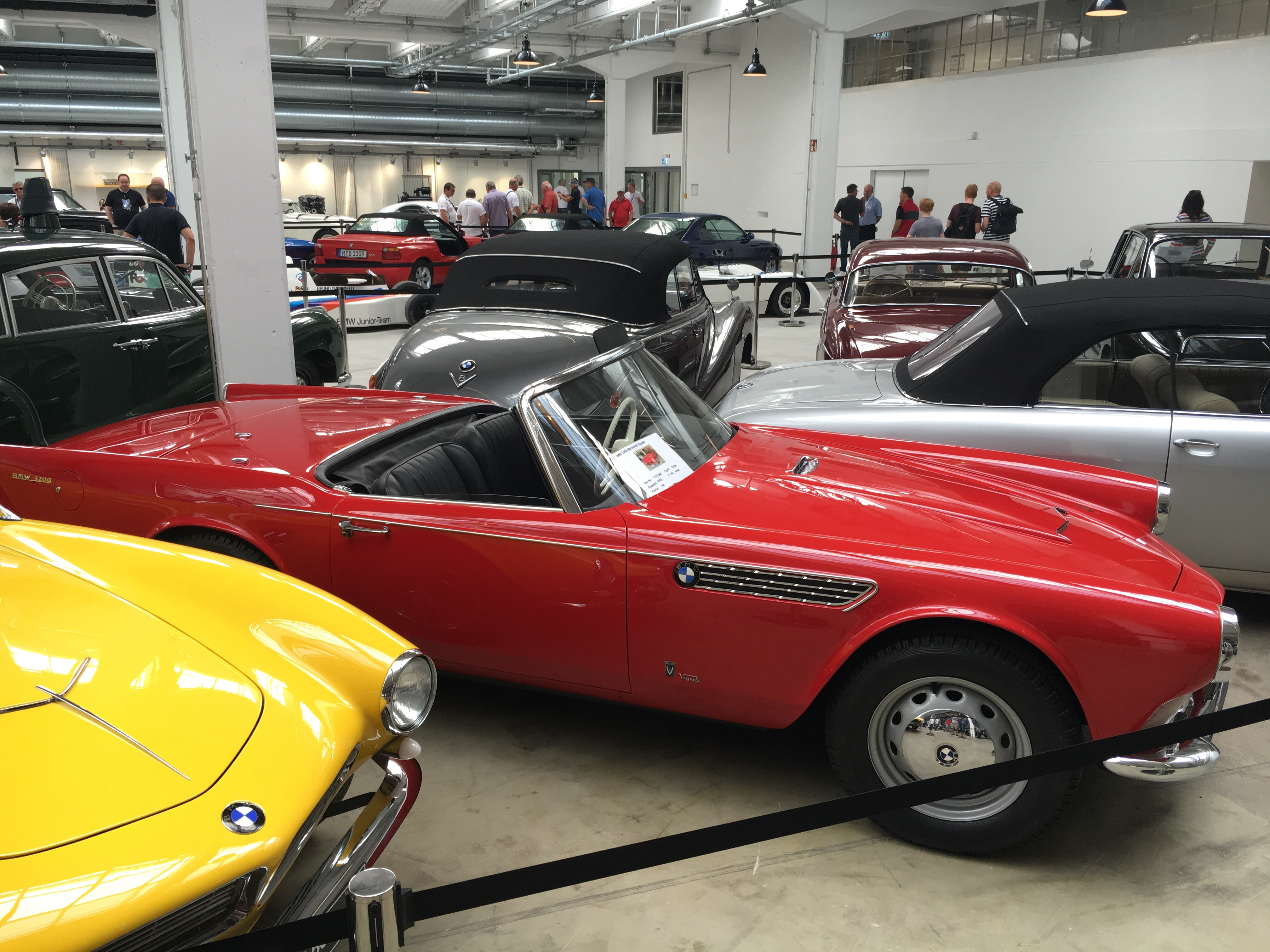
BMW 3200 Michelotti Vignale in der Seitenansicht

Der BMW 3200 Michelotti Vignale ist eine Designstudie des italienischen Designers Giovanni Michelotti auf Basis des BMW 507.

## Fahrzeugcharakteristika
Giovanni Michelotti orientierte sich am US-amerikanischen Zeitgeschmack der späten 1950er Jahre, als er die Karosserie des BMW 3200 Michelotti Vignale entwarf. Sergio Scaglietti fertigte den Rohbau, montiert wurde das Modell bei dem Turiner Karosseriebauunternehmen Vignale. Im Gegensatz zum geschwungen gestalteten Serienmodell ist der 3200 Michelotti Vignale kantig mit gerader Linienführung und angedeuteten Flossen. Der Prototyp saß auf dem Fahrgestell eines BMW 507 mit der Fahrgestellnummer 70184.
Der rotbraun-metallic lackierte Prototyp mit Hardtop wurde vom 31. Oktober bis 11. November 1959 auf dem Turiner Autosalon präsentiert.
Als das Fahrzeug in einer Auktion am 21. April 1986 bei Christie’s versteigert wurde, stellte sich heraus, dass es sich von 1980 bis 1986 im Besitz des Earl of Chichester befand. Erworben wurde der 3200 Michelotti Vignale vom US-amerikanischen Sammler Oscar Davis für 50.760 Pfund, der ihn restaurieren und rot lackieren ließ. Vermutlich 2001 kaufte ihn das Blackhawk Museum, in dessen Sammlung er sich bis Ende 2004 befand, bevor BMW Classic den Wagen übernahm.

## Technische Daten
|                      | BMW 3200 Michelotti Vignale |
| Zylinder/Motorbauart | Achtzylinder-V-Motor        |
| Hubraum              | 3168 cm³                    |
| Leistung bei min−1   | 110 kW (150 PS)/5000        |
| Vmax                 | ca. 205 km/h                |

## Weblink
- Bilder und Literatur zum BMW 3200 Michelotti Vignale im BMW Group Archiv